# Mariatrost
Mariatrost est un quartier de banlieue pavillonnaire de Graz, capitale de la province de Styrie en Autriche, dont il constitue le 11e district. Mariatrost, situé en pleine campagne, au nord-est du centre-ville de Graz, est desservi par une ligne de tramway pittoresque, la ligne 1. On peut y découvrir la basilique de Mariatrost, ainsi que le Musée des tramways.
Le district de Mariatrost avait 9 750 habitants au 1er janvier 2020 pour une superficie de 13,99 km2.

## Lieux et monuments
- Basilique de Mariatrost, au sommet de la colline du Purberg. La basilique, de style baroque, construite en 1714, est un lieu de pèlerinage marial. Peintures murales.
- Château de Kroisbach (de)[3] (XVIIe siècle).
- Musée des tramways de Graz (en), situé dans l'ancien dépôt des trams au terminus de la ligne 1.
- Leechwald (de). Vaste forêt suburbaine, lieu de promenade apprécié de la population locale. Un sentier forestier, aménagé en promenade didactique, présente 25 espèces d'arbres.

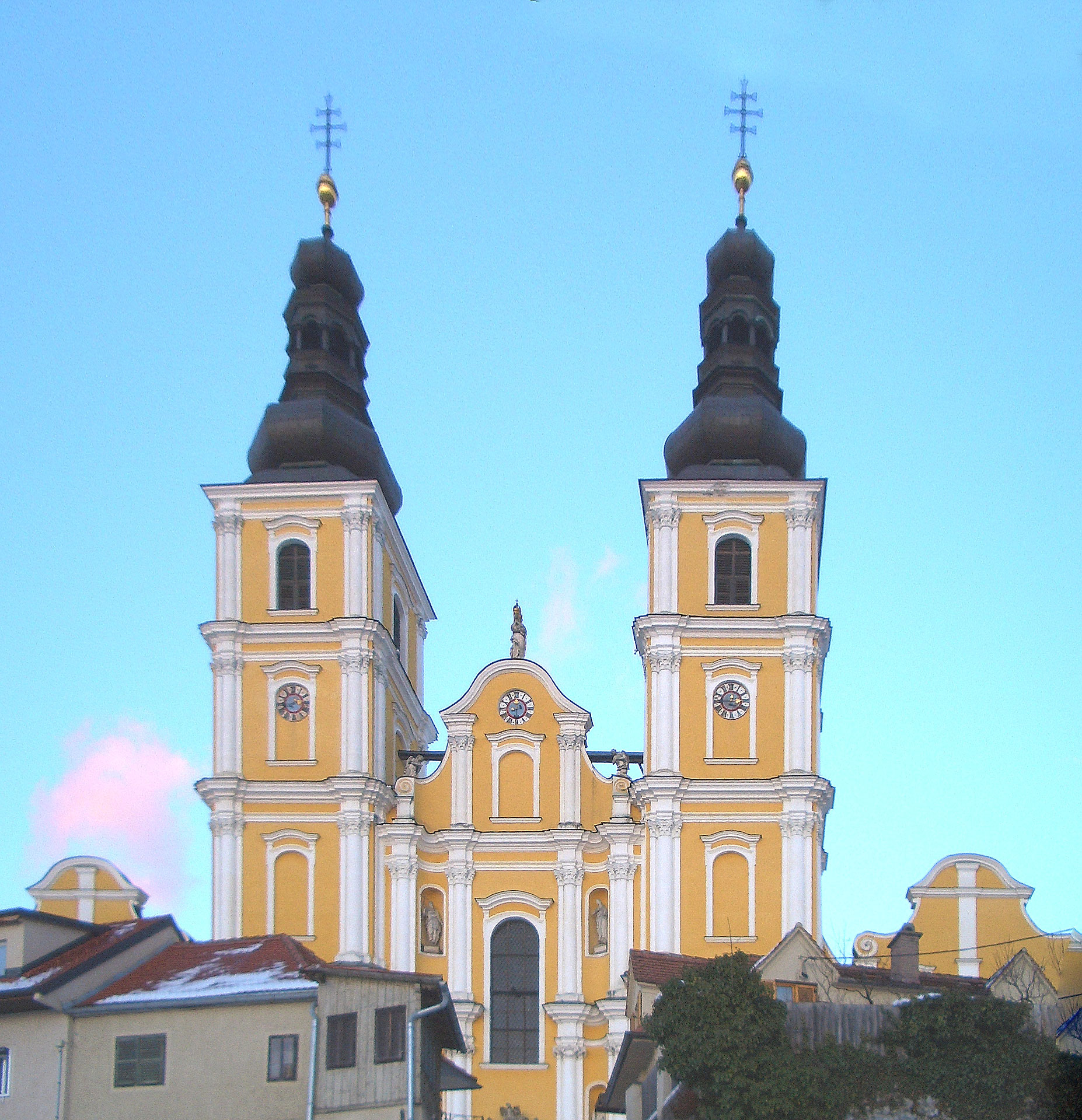
La basilique de Mariatrost.
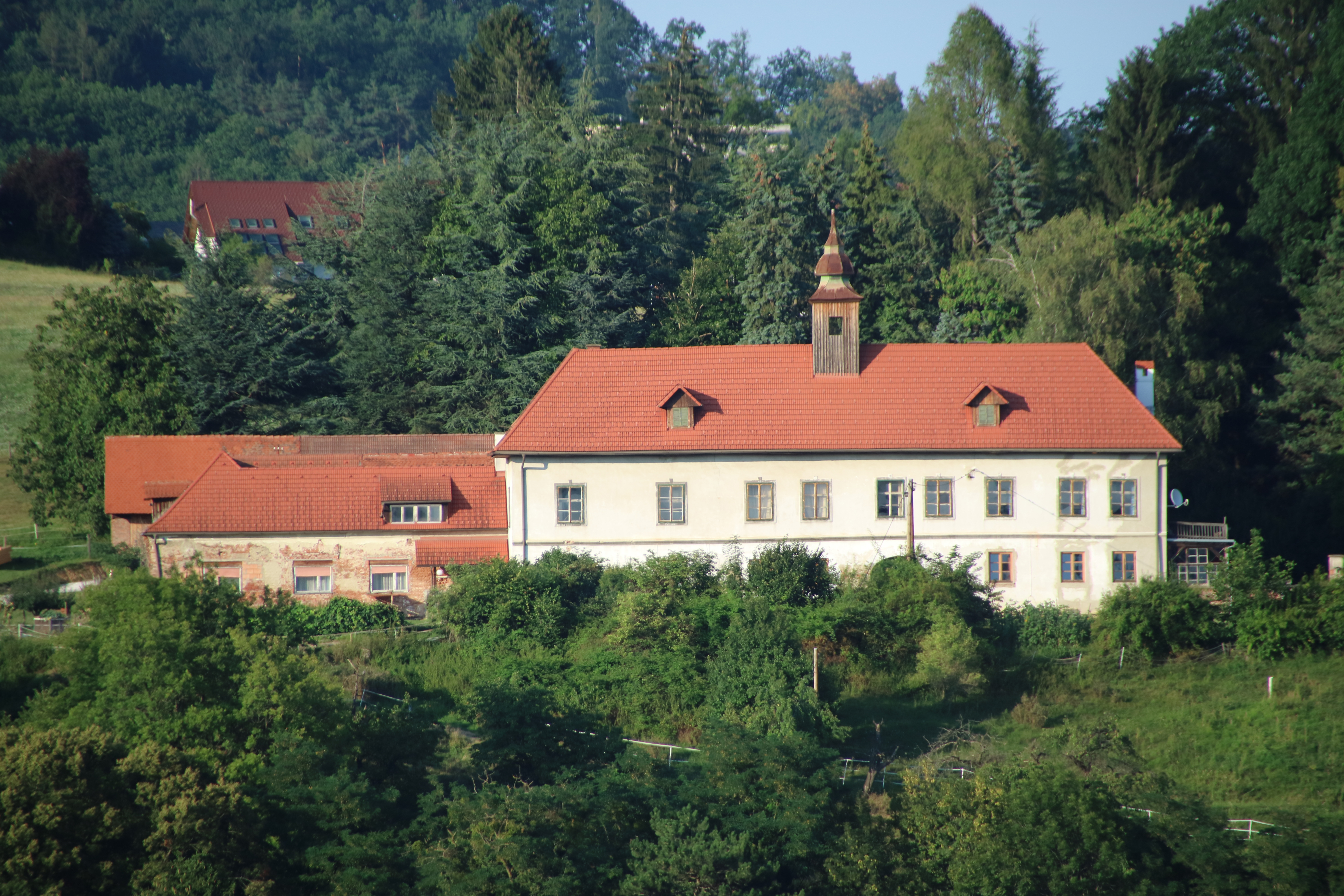
Château de Kroisbach, vu du sud-ouest.
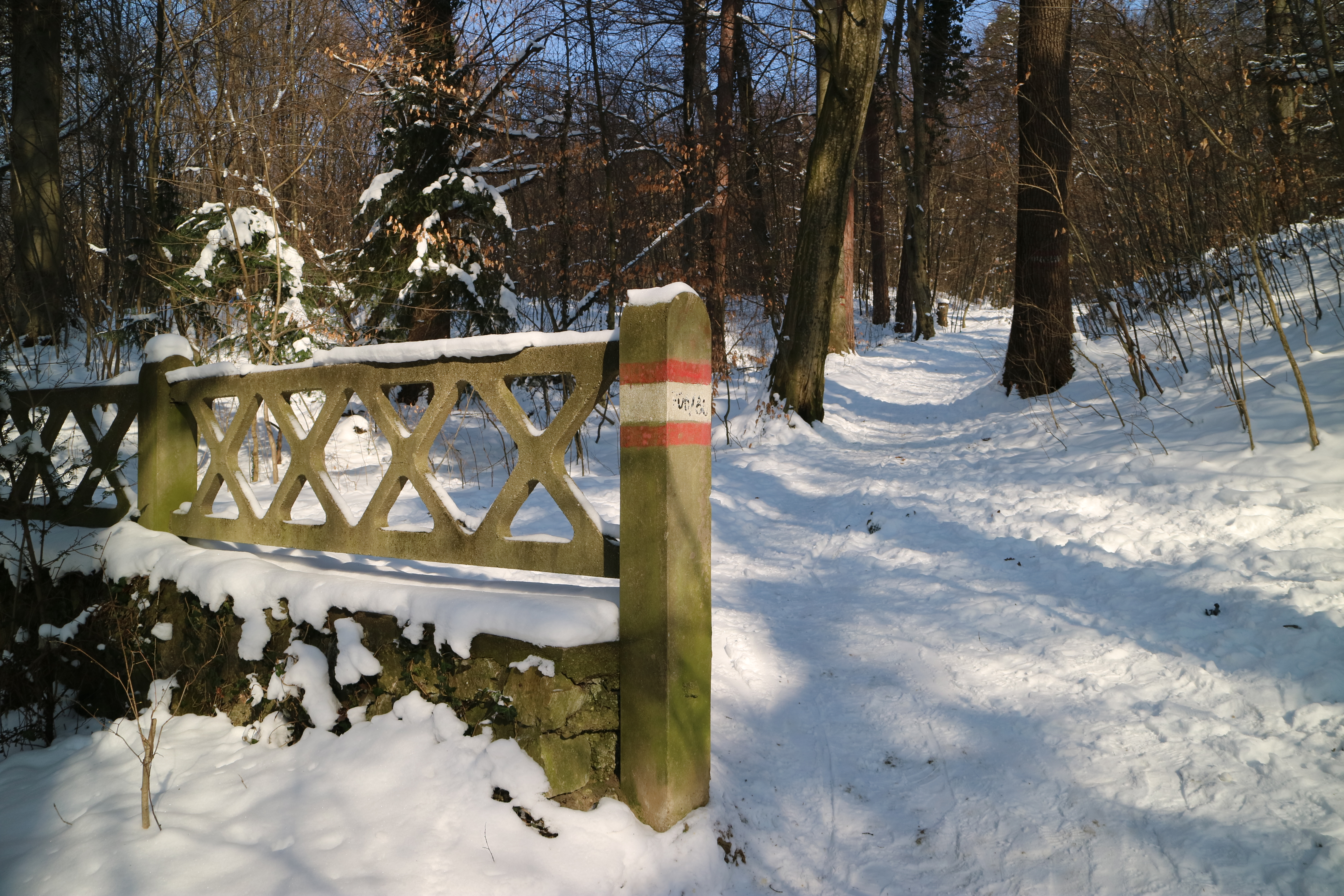
Leechwald en hiver.